# Joeropsis serrulus
Joeropsis serrulus är en kräftdjursart som beskrevs av Brian Frederick Kensley1984. Joeropsis serrulus ingår i släktet Joeropsis och familjen Joeropsididae. Inga underarter finns listade i Catalogue of Life.